# Saison 1972-1973 de l'USM Blida
Maillots
Chronologie
Saison précédente Saison suivante
La saison 1972-1973 de l'Union sportive musulmane de Blida est la 6e saison du club en première division du championnat d'Algérie depuis l'indépendance de l'Algérie. Les matchs se déroulent dans le championnat d'Algérie et en Coupe d'Algérie.
Le championnat d'Algérie débute le 3 septembre 1972, avec la première journée de championnat. L'USMB se classe onzième de la compétition.

## Compétitions

### Championnat

#### Rencontres
| Date              | J           | Adversaire      | Lieu             | Résultat | Buteurs pour l'USMB      | Buteur(s) pour l'adversaire           |
| MATCHS ALLER      |             |                 |                  |          |                          |                                       |
| 3 septembre 1972  | 1er journée | CS Cirta        | Extérieur        | 1-1      | But inscrit              | But inscrit                           |
| 10 septembre 1972 | 2e journée  | MC Alger        | Blida            | 2-4      | Sellami 8e, Benturki 13e | Bousri 15e 80e, Bachi 40e, Bachta 47e |
| 17 septembre 1972 | 3e journée  | CR Belcourt     | 5 juillet, Alger | 0-1      | Sellami 49e              |                                       |
| 1er octobre 1972  | 4e journée  | NAR Alger       | Blida            | 4-2      | ,                        | ,                                     |
| 8 octobre 1972    | 5e journée  | NAA Hussein Dey | 5 juillet, Alger | 0-0      | /                        | /                                     |
| 15 octobre 1972   | 6e journée  | ASM Oran        | Blida            | 3-2      | ,                        | ,                                     |
| 29 octobre 1972   | 7e journée  | MC Oran         | Oran             | 3-0      | /                        | ,                                     |
| 5 novembre 1972   | 8e journée  | Jijel SD        | Blida            | 2-2      | Kellal 65e 86e           | Boubzari 35e · Djeghri 80e            |
| 12 novembre 1972  | 9e journée  | GC Mascara      | Mascara          | 0-0      | /                        | /                                     |
| 26 novembre 1972  | 10e journée | USM Bel Abbès   | Blida            | 1-2      | But inscrit              | ,                                     |
| 3 décembre 1972   | 11e journée | JSM Tiaret      | Blida            | 1-1      | Kellal 58e               | Benmessoud 35e                        |
| 10 décembre 1972  | 12e journée | JS Kabylie      | Tizi Ouzou       | 2-2      | Brahimi 15e 22e          | Derridj 52e, Talbi 85e                |
| 17 décembre 1972  | 13e journée | HAMR Annaba     | Blida            | 2-0      | Kellal 16e, Sellami 25e  | /                                     |
| 24 décembre 1972  | 14e journée | WR Staïfi       | Sétif            | 2-1      | But inscrit              | ,                                     |
| 31 janvier 1973   | 15e journée | MO Constantine  | Blida            | 1-0      | But inscrit              | /                                     |
| MATCHS RETOUR     |             |                 |                  |          |                          |                                       |
| 11 février 1973   | 16e journée | CS Cirta        | Blida            | 3-1      | ,                        | But inscrit                           |
| 18 février 1973   | 17e journée | MC Alger        | 5 juillet        | 3-1      | Mustapha Sellami 86e     | Betrouni 29e Bachi 42e 63e            |
| 4 mars 1973       | 18e journée | CR Belcourt     | Blida            | 1-2      | But inscrit              | ,                                     |
| 11 mars 1973      | 19e journée | NAR Alger       | 5 juillet, Alger | 2-2      | ,                        | ,                                     |
| 24 mars 1973      | 20e journée | NAA Hussein Dey | Blida            | 1-1      | But inscrit              | But inscrit                           |
| 1er avril 1973    | 21e journée | ASM Oran        | Oran             | 0-0      | /                        | /                                     |
| 15 avril 1973     | 22e journée | MC Oran         | Blida            | 2-1      | ,                        | But inscrit                           |
| 22 avril 1973     | 23e journée | Jijel SD        | Jijel            | 1-1      | But inscrit              | But inscrit                           |
| 29 avril 1973     | 24e journée | GC Mascara      | Blida            | 2-0      | ,                        | /                                     |
| 6 mai 1973        | 25e journée | USM Bel Abbès   | Bel Abbès        | 2-0      | /                        | ,                                     |
| 13 mai 1973       | 26e journée | JSM Tiaret      | Tiaret           | 2-0      | /                        | ,                                     |
| 10 juin 1973      | 27e journée | JS Kabylie      | Blida            | 1-1      | But inscrit              | But inscrit                           |
| 17 juin 1973      | 28e journée | HAMR Annaba     | Annaba           | 0-3      | ,                        | /                                     |
| 24 juin 1973      | 29e journée | WR Staïfi       | Blida            | 2-3      | ,                        | ,                                     |
| 1er juillet 1973  | 30e journée | MO Constantine  | Constantine      | 5-0      | /                        | ,                                     |

#### Classement final
Le classement est établi sur le barème de points suivant : une victoire vaut 3 points, un match nul 2 points et une défaite 1 point.
| Rang | Équipe          | Pts | J  | G  | N  | P  | Bp | Bc | Diff |
| ---- | --------------- | --- | -- | -- | -- | -- | -- | -- | ---- |
| 1    | JS Kawkabi      | 69  | 30 | 13 | 13 | 4  | 42 | 28 | +14  |
| 2    | NAA Hussein Dey | 68  | 30 | 12 | 14 | 4  | 36 | 25 | +11  |
| 3    | MC Alger T C    | 67  | 30 | 15 | 7  | 8  | 56 | 34 | +22  |
| 4    | USM Bel-Abbès   | 63  | 30 | 13 | 7  | 10 | 42 | 29 | +13  |
| 5    | HAMR Annaba     | 63  | 30 | 14 | 5  | 11 | 40 | 33 | +7   |
| 6    | NAR Alger       | 62  | 30 | 11 | 10 | 9  | 43 | 32 | +11  |
| 7    | MO Constantine  | 62  | 30 | 14 | 4  | 12 | 46 | 38 | +8   |
| 8    | JSM Tiaret      | 61  | 30 | 12 | 7  | 11 | 30 | 29 | +1   |
| 9    | MC Oran         | 59  | 30 | 11 | 8  | 11 | 48 | 40 | +8   |
| 10   | WR Staïfi       | 59  | 30 | 12 | 5  | 13 | 36 | 34 | +2   |
| 11   | USM Blida P     | 59  | 30 | 9  | 11 | 10 | 40 | 45 | -5   |
| 12   | CR Belcourt     | 58  | 30 | 10 | 8  | 12 | 30 | 35 | -5   |
| 13   | ASM Oran        | 57  | 30 | 10 | 7  | 13 | 37 | 50 | -13  |
| 14   | GC Mascara P    | 53  | 30 | 7  | 9  | 14 | 26 | 57 | -31  |
| 15   | CS Cirta        | 51  | 30 | 5  | 11 | 14 | 28 | 48 | -20  |
| 16   | Jijel SD P      | 48  | 30 | 6  | 6  | 18 | 27 | 48 | -21  |

Résultat
- Champion d'Algérie 1972-1973

Relégation
- Relégation en Nationale II

Abréviations
T : Tenant du titre

C : Vainqueur de la Coupe d'Algérie 1972-1973

P : Promus de Nationale II

### Coupe d'Algérie

#### Rencontres
| Date            | Tour                  | Adversaire    | Stade (ville)                  | Résultat              | Buteurs pour l'USMB                                                 |
| 28 janvier 1973 | 32e de finale         | ESM Koléa     | Stade de Boufarik              | 5-1                   | But inscrit · But inscrit · But inscrit · But inscrit · But inscrit |
| 25 février 1973 | 16e de finale         | AS Ain M'lila | Stade du 20-Août-1955 (Alger)  | 1-1 (8-2 aux corners) | Rabah Saâdane 70e                                                   |
| 18 mars 1973    | 8e de finale          | USM Bel Abbès | Stade Habib-Bouakeul, Oran     | 1-0                   | Nacer Akli ?                                                        |
| 8 avril 1973    | 1/4 de finale         | ES Sétif      | Stade du 5-Juillet-1962, Alger | 1-0                   | Nacer Akli 52e                                                      |
| 2 mai 1973      | Demi-finales (Aller)  | USM Alger     | Stade du 5-Juillet-1962, Alger | 1-0                   | -                                                                   |
| 9 mai 1973      | Demi-finales (Retour) | USM Alger     | Stade du 5-Juillet-1962, Alger | 3-1                   | ?                                                                   |

### Effectif
Allili (GB), Benatia (GB), Amrane, Soum, Benzohra, Metref, Benturki, Akli 1, Brahimi, Sellami, Kellal, Bedjaoui, El Moukaddem, Saâdane, Berrouane, Chaddi, Akli 2